# Musikalische Exequien

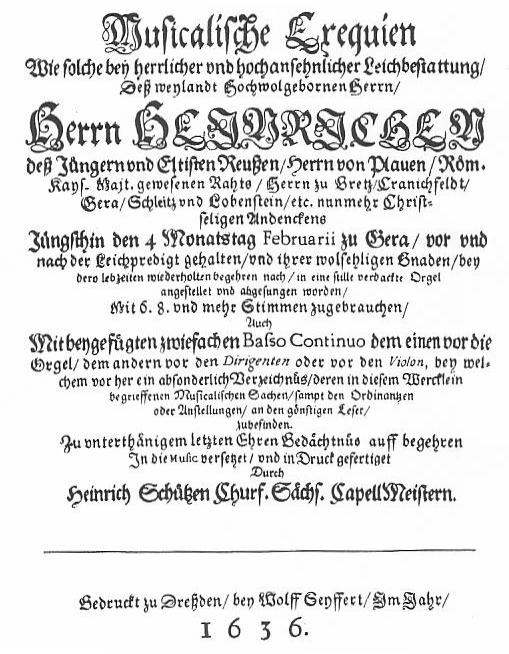
Musicalische Exequien, Titelseite 1636

Die Musikalischen Exequien SWV 279–281 (op. 7) sind ein geistliches musikalisches Werk für Singstimmen und Basso continuo (Orgel und Violone) von Heinrich Schütz. Das Werk entstand als Begräbnismusik zur Beisetzung von Heinrich Posthumus Reuß am 4. Februarjul. / 14. Februar 1636greg. und wurde noch im selben Jahr bei Wolff Seyffert in Dresden gedruckt. Das damals geläufige lateinische Wort ex[s]equiae bedeutet „Leichenbegängnis“; es stellt keinen Traditionszusammenhang mit der ebenfalls oft Exsequien genannten katholischen Begräbnisliturgie her.

## Geschichte
Schütz komponierte die Musikalischen Exequien 1635/36 anlässlich des Todes seines Landesherrn Heinrich Posthumus Reuß. Sie könnten – laut dem Titelblatt der Musikalischen Exequien – erstmals zu dessen Trauergottesdienst und Beisetzung in der alten Johanniskirche in Gera erklungen sein. Die Feierlichkeiten fanden, wie von Heinrich Posthumus Reuß noch vor seinem Tod bestimmt, am Tag des Propheten Simeon, am Sonntag nach Darstellung des Herrn, dem 4. Februarjul. / 14. Februar 1636greg. statt, dessen Sterbelied, das Canticum B. Simeonis, zentral sowohl für Schütz’ Komposition als auch die Leichenpredigten war. Die Geraer Hofordnungen, die wegen des Dreißigjährigen Krieges, Pest, Kälte und Hunger kurz vor der Feier eine sparsamere Zeremonie als ursprünglich geplant festlegten, geben jedoch keinen Hinweis auf eine Aufführung von Schütz’ Musik. Dass sie tatsächlich aufgeführt wurde, ist eher unwahrscheinlich. Auch die „Textbücher“ zu dem Begräbnis, verschiedene Fassungen des Abdrucks Derer Sprüche Göttlicher Schrifft vnd Christlicher Kirchen Gesänge (Gera 1636), verweisen nur implizit auf Schütz’ Exequien und spiegeln vermutlich nicht den realen, sondern idealisierten Ablauf wieder. Denn als Teil der herrscherlichen Repräsentation und Erinnerungskultur hatten der Musikdruck und die Funeralschriften über den Sterbetag hinaus gehende wichtige symbolische Bedeutung. Schütz selbst betrachtete die Musikalischen Exequien nicht nur als flüchtiges Gelegenheitswerk, sondern reihte es als Opus 7 unter seine anderen Werksammlungen.
Der Fürst hatte noch zu seinen Lebzeiten eine Sammlung von Bibelversen und Liedtexten zusammengestellt, mit denen sein Sarg beschriftet werden sollte. Dieselbe Textsammlung übergab Heinrichs Witwe nach dessen Tod am 3. Dezemberjul. / 13. Dezember 1635greg. an Schütz, der sie zur Grundlage des ersten Teils der Exequien – vor der Predigt – machte. Nach der Predigt über den Text „Herr, wenn ich nur dich habe“ (Ps 73,25-26 ) schloss Schütz als zweiten Teil der Exequien die Vertonung ebendieses Textes als Motette an. Zur Bestattung des Sarges in der Familiengruft unter der Kirche erklang als abschließende fünfstimmige Motette der Lobgesang des Simeon Herr, nun lässest du deinen Diener in Frieden fahren.

## Werkbeschreibung
Die Musikalischen Exequien sind für Vokalstimmen und Basso continuo komponiert, wobei die drei Teile unterschiedlich besetzt sind. Der erste Teil ist sechsstimmig ausgeführt (2 Soprane, Alt, 2 Tenöre, Bass, wobei im Altus-Stimmbuch einmal ein zweiter Bass verlangt ist). Im Vorwort zur gedruckten Ausgabe erläutert Schütz, dass an den mit „Capella“ bezeichneten Teil-Sätzen weitere Ripieno-Sänger zu jeder Stimme hinzutreten können. Der zweite Teil verlangt zwei jeweils mit Sopran, Alt, Tenor und Bass besetzte Teilensembles. Im dritten Teil kontrastiert eine 5-stimmige „Capella“ (Sopran, Alt, 2 Tenöre, Bass) mit drei Solostimmen (2 Soprane und Bariton als zwei Seraphim mit der Beata Anima), die als Fernchor aufzustellen sind – bei entsprechenden Möglichkeiten mehrfach an bis zu drei verschiedenen Stellen des Aufführungsraumes.

## Satzfolge
- Teil I: Concert à 6 in form einer teutschen Missa, SWV 279 (Besetzung: Singstimmen SSATTB, Basso continuo)

1. Intonatio (Tenor): Nacket bin ich von Mutterleibe kommen
2. Soli (Tenor, Quintus, Bassus): Nacket werde ich wiederum dahinfahren (Hi 1,21b Lut)
3. Capella: Herr Gott, Vater im Himmel
4. Soli (Cantus, Sextus, Tenor): Christus ist mein Leben, Sterben ist mein Gewinn (Phil 1,21 Lut/Joh 1,29b Lut)
5. Capella: Jesu Christe, Gottes Sohn
6. Soli (Altus, Bassus): Leben wir, so leben wir dem Herren (Röm 14,8 Lut)
7. Capella: Herr Gott, Heiliger Geist
8. Intonatio (Tenor): Also hat Gott die Welt geliebet, daß er seinen eingebornen Sohn gab
9. Soli (Cantus, Sextus, Altus, Tenor): Auf daß alle, die an ihn gläuben, nicht verloren werden (Joh 3,16 Lut)
10. Capella: Er sprach zu seinem lieben Sohn (Martin Luther, Nun freut euch, lieben Christen g’mein)
11. Soli (Sextus, Quintus): Das Blut Jesu Christi (1 Joh 1,7b Lut)
12. Capella: Durch ihn ist uns vergeben (Ludwig Helmbold)
13. Soli (Cantus, Bassus, Altus): Unser Wandel ist im Himmel (Phil 3,20f Lut)
14. Capella: Es ist allhier ein Jammertal (Johann Leon)
15. Soli (Tenor, Quintus): Wenn eure Sünde gleich blutrot wäre (Jes 1,18b Lut)
16. Capella: Sein Wort, sein Tauf, sein Nachtmahl (Ludwig Helmbold)
17. Solo (Altus): Gehe hin mein Volk (Jes 26,20 Lut)
18. Soli (Cantus, Sextus, Bassus): Der Gerechten Seelen sind in Gottes Hand (Weish 3,1-3 Lut)
19. Solo (Tenor): Herr, wenn ich nur dich habe
20. Soli (Altus, Tenor, Quintus, Bassus): Wenn mir gleich Leib und Seele verschmacht (Ps 73,25f Lut)
21. Capella: Er ist das Heil und selig Licht (Martin Luther, Mit Fried und Freud ich fahr dahin)
22. Soli (Bassus, Bassus-Altus): Unser Leben währet siebenzig Jahr (Ps 90,10a Lut)
23. Capella: Ach, wie elend ist unser Zeit (Johannes Gigas)
24. Solo (Tenor): Ich weiß, daß mein Erlöser lebt (Hi 19,25f Lut)
25. Capella: Weil du vom Tod erstanden bist (Nikolaus Herman)
26. Soli (Cantus, Altus, Tenor, Bassus, Quintus, Sextus): Herr ich lasse dich nicht du segnest mich denn (1 Mos 32,27b Lut)
27. Capella: Er sprach zu mir (Martin Luther, Nun freut euch, lieben Christen g’mein)

- Teil II: Motette Herr, wenn ich nur dich habe, SWV 280 (Besetzung: 8 Singstimmen doppelchörig SATB/SATB, Basso continuo ad libitum) (Ps 73,25-26 Lut)
- Teil III: Canticum B. Simeonis Herr, nun lässest du deinen Diener in Frieden fahren, SWV 281 (Besetzung: Favoritchor SSBar, Kapellchor SATTB, Basso continuo) (Lk 2,29–32 Lut)

## Diskographie (Auswahl)
- Harmonia Mundi France, 1987: La Chapelle Royale, Philippe Herreweghe
- Coro 2006 / 1998: The Sixteen, Symphony of Harmony and Invention, Harry Christophers[5]
- Ricercar 2010: Vox Luminis[6]
- Raumklang 2010: Ensemble Amarcord[7]
- Carus 2011: Dresdner Kammerchor, Hans-Christoph Rademann[8] cpo 2008/2010: Weser-Renaissance Bremen, Manfred Cordes[9]
- Musikproduktion Dabringhaus & Grimm (MDG) 2012: Stuttgarter Hymnus-Chorknaben, Musica Fiata, Rainer Johannes Homburg, Roland Wilson[10]

## Werkausgaben
- Neue Ausgabe sämtlicher Werke (NSA), Bd. 4: Musikalische Exequien, hrsg. von Beate Agnes Schmidt, Kassel: Bärenreiter Verlag 2024, ISMN 9790006575329.
- Stuttgarter Ausgabe: Musikalische Exequien: op. 7; SWV 279-281, hg. von Günter Graulich, Stuttgart: Carus-Verlag 1992.
- Heinrich Schütz, Sämmtliche Werke, Bd. 12: Gesammelte Motetten, Concerte, Madrigale und Arien. Erste Abtheilung, Leipzig 1892.